# Acta Orientalia Academiae Scientiarum Hungaricae
Az Acta Orientalia Academiae Scientiarum Hungaricae a magyar orientalisztika nemzetközi rangú szakfolyóirata. Alapítója (1950) és első főszerkesztője Ligeti Lajos volt.

## Története
Az 1950-ben alapított, az Akadémiai Kiadó kiadó gondozásában megjelenő szakfolyóirat „nemzetközi fórumot biztosít a török, mongol, mandzsu-tunguz, kínai, tibeti, indiai, iráni és sémi irodalmat, történelmet, nyelvészetet és filológiát magában foglaló, orientalisztika területén megjelenő írásoknak.” Jelenleg évi négy füzet jelenik meg egy kötetben.
A folyóirat hivatalos honlapján az előfizetők minden nyomtatott cikkhez elektronikus formában is hozzáférhetnek.